# کوومینو
کوومینو (به لهستانی:  Kłomino) یک روستا در لهستان است که در شچچینک واقع شده‌است.
 کوومینو ۰٫۸۲۷۸ کیلومتر مربع مساحت دارد.